# 1938 w literaturze
Wydarzenia literackie w 1938 roku.

## Wydarzenia
- polskie
  - 10 stycznia – przed sądem okręgowym w Krakowie toczyła się rozprawa o konfiskatę powieści „Motory” Emila Zegadłowicza, zajętej 20 listopada 1937 r. przez Starostwo Grodzkie. Skład sędziowski zatwierdził konfiskatę.
  - uroczyste obchody 90-lecia istnienia dziennika Czas
- zagraniczne
  - w Nowym Jorku ukazał się pierwszy numer Supermana
  - w Wielkiej Brytanii Edward Hulton wydał nowy magazyn informacyjny Picture Post

## Nowe książki
- polskie
  - Jerzy Andrzejewski – Ład serca
  - Władysław Broniewski – Krzyk ostateczny
  - Kazimierz Gołba – Młodzieżowcy
  - Józef Mackiewicz – Bunt rojstów
  - Stanisław Piętak – Młodość Jasia Kunefała
  - Maria Ukniewska – Strachy
- zagraniczne
  - Vladimir Bartol – Alamut
  - Agatha Christie – Rendez-vous ze śmiercią (Appointment with Death)
  - Graham Greene – W Brighton (Brighton Rock)
  - Vladimir Nabokov – Zaproszenie na egzekucję (Приглашение на казнь)
  - George Orwell – W hołdzie Katalonii (Homage to Catalonia)
  - Jean-Paul Sartre – Mdłości (La Nausée)
  - Herbert George Wells – World Brain

## Nowe dramaty
- zagraniczne
  - Thornton Wilder – Nasze miasto (Our Town)
- polskie
  - Witold Gombrowicz – Iwona, księżniczka Burgunda

## Nowe poezje
- polskie
  - Władysław Broniewski – Krzyk ostateczny
  - Bolesław Leśmian – Dziejba leśna (pośm.)
  - Julian Przyboś – Równanie serca
  - Anatol Stern – Rozmowa z Apollinem
- zagraniczne
  - František Halas – Kadłub nadziei (Torzo naděje)
  - Gavin Ewart – Poems and Songs[1]

## Nowe prace naukowe
- zagraniczne
  - Karl Jaspers – Filozofia egzystencji (Existenzphilosophie. Drei Vorlesungen)

## Urodzili się
- 5 stycznia
  - Andrzej Babiński, polski poeta, jeden z poetów wyklętych (zm. 1984)
  - Ngũgĩ wa Thiong’o, kenijski pisarz (zm. 2025)
- 7 stycznia
  - Roland Topor, francuski pisarz polsko-żydowskiego pochodzenia, dramaturg (zm. 1997)
  - Marta Wyka, polska historyczka literatury i krytyczka literacka
- 17 stycznia – John Bellairs, amerykański pisarz (zm. 1991)
- 25 stycznia
  - Krzysztof Dzikowski, polski poeta, dramaturg, literat
  - Reiji Matsumoto, japoński mangaka (zm. 2023)
  - Władimir Wysocki, rosyjski aktor, poeta i pieśniarz (zm. 1980)
- 29 stycznia – Beata Szymańska, polska poetka, prozaiczka i tłumaczka
- 31 stycznia – Ajip Rosidi, indonezyjski poeta, prozaik i tłumacz (zm. 2020)
- 9 lutego – Jurij Kowal, radziecki autor książek dla dzieci (zm. 1995)
- 10 lutego – Gieorgij Wajner, rosyjski pisarz (zm. 2009)
- 12 lutego
  - Judy Blume, amerykańska pisarka
  - Tor Obrestad, norweski poeta, prozaik i tłumacz (zm. 2020)
- 18 lutego
  - Leszek Aleksander Moczulski, polski poeta (zm. 2017)
  - Piotr Wojciechowski, polski pisarz
- 22 lutego
  - Ishmael Reed, amerykański poeta, eseista, powieściopisarz
  - Andrzej Turczyński, polski pisarz, poeta, dramaturg, publicysta, tłumacz poezji hiszpańskiej i rosyjskiej (zm. 2020)
- 26 lutego – Aleksandr Prochanow, rosyjski pisarz i publicysta
- 7 marca – Tomasz Burek, polski krytyk literacki (zm. 2017)
- 8 marca – Oleg Czuchoncew, rosyjski poeta
- 12 marca
  - Karol Parno Gierliński, cygańsko-polski poeta i prozaik (zm. 2015)
  - Theodor Kallifatides, szwedzki pisarz greckiego pochodzenia
- 18 marca – Michael S. Harper, amerykański poeta (zm. 2016)
- 23 marca – Alojzy Twardecki, polski tłumacz (zm. 2016)
- 24 marca
  - David Irving, brytyjski pisarz i publicysta
  - Valentino Zeichen, włoski poeta (zm. 2016)
- 9 kwietnia – Edmund Pietryk, polski aktor, poeta, prozaik, dramaturg
- 18 kwietnia – Tomasz Łubieński, polski prozaik, dramaturg, eseista i tłumacz literatury pięknej (zm. 2024)
- 29 kwietnia – Czesław Kuriata, polski poeta i prozaik (zm. 2022)
- 30 kwietnia – Larry Niven, amerykański pisarz science fiction i fantasy
- 4 maja – Leslie Epstein, amerykański pisarz
- 6 maja – Krzysztof Coriolan, polski prozaik i poeta
- 8 maja – Jean Giraud, francuski autor komiksów (zm. 2012)
- 9 maja – Charles Simic, serbsko-amerykański poeta (zm. 2023)
- 13 maja – Kazumasa Hirai, japoński pisarz (zm. 2015)
- 21 maja – Urs Widmer, szwajcarski pisarz i tłumacz (zm. 2014)
- 25 maja
  - Raymond Carver, amerykański prozaik i poeta (zm. 1988)
  - Margaret Forster, angielska pisarka i krytyk literacki (zm. 2016)
  - Joyce Carol Thomas, amerykańska pisarka (zm. 2016)
- 26 maja – Ludmiła Pietruszewska, rosyjska prozaiczka, dramaturg, poetka
- 29 maja – Karsten Alnæs, norweski pisarz i historyk
- 30 maja – Antoni Smuszkiewicz, polski badacz polskiej fantastyki naukowej (zm. 2021)
- 13 czerwca – John Newlove, kanadyjski poeta (zm. 2003)
- 16 czerwca
  - Torgny Lindgren, szwedzki pisarz (zm. 2017)
  - Joyce Carol Oates, amerykańska pisarka, eseistka i poetka
- 24 czerwca
  - Lawrence Block, amerykański autor powieści kryminalnych
  - Krystyna Jakowska, polska historyk literatury
- 26 czerwca – Maria Velho da Costa(inne języki), portugalska pisarka (zm. 2020)
- 29 czerwca – Anna Sitarska, polska bibliotekoznawczyni (zm. 2023)
- 1 lipca – Aleksandr Kurlandski, radziecki pisarz, scenarzysta (zm. 2020)
- 6 lipca – Jerzy Grupiński, polski poeta, krytyk literacki
- 15 lipca – Josephine Cox, angielska pisarka (zm. 2020)
- 18 lipca – Jan Stanisław Skorupski, polski poeta i eseista
- 27 lipca – Christina Björk, szwedzka pisarka
- 30 lipca – Feliks Rajczak, polski poeta i działacz kulturalny (zm. 1987)
- 4 sierpnia – Donald L. Coburn, amerykański dramaturg
- 5 sierpnia – Andrzej Makowiecki, polski prozaik i reportażysta (zm. 2024)
- 15 sierpnia – Janusz A. Zajdel, polski pisarz science fiction (zm. 1985)
- 25 sierpnia – Frederick Forsyth, angielski powieściopisarz (zm. 2025)
- 29 sierpnia – Jerzy Terpiłowski, polski pisarz, eseista, dramaturg, tłumacz
- 30 sierpnia
  - Andrzej Biskupski, polski poeta, eseista, krytyk literacki
  - Dorota Terakowska, polska dziennikarka i pisarka (zm. 2004)
- 13 września – Janusz Głowacki, polski prozaik, dramaturg, felietonista i eseista (zm. 2017)
- 17 września – Dilip Chitre, indyjski poeta (zm. 2009)
- 22 września – Augustin Buzura, rumuński pisarz i dziennikarz (zm. 2017)
- 27 września – Wacław Waldemar Michalski, polski poeta, krytyk literacki, eseista, redaktor
- 28 września – Rosario Ferré, portorykańska pisarka, poetka i eseistka (zm. 2016)
- 6 października – Alberts Bels, łotewski pisarz
- 12 października – Nida Fazli, indyjski poeta (zm. 2016)
- 14 października – Władisław Krapiwin, rosyjski pisarz i krytyk fantastyki (zm. 2020)
- 16 października – Allan Massie, szkocki dziennikarz i pisarz
- 24 października
  - Wieniedikt Jerofiejew, rosyjski pisarz i dramaturg (zm. 1990)
  - Jörg Schröder, niemiecki pisarz i wydawca (zm. 2020)
- 28 października – Anne Perry, angielska pisarka historycznych kryminałów (zm. 2023)
- 3 listopada – Terrence McNally, amerykański dramaturg (zm. 2020)
- 13 listopada – Roma Ligocka, polska pisarka i malarka
- 17 listopada – Andrzej Busza, polski poeta emigracyjny, literaturoznawca
- 18 listopada – Eugenio Montejo, wenezuelski poeta (zm. 2008)
- 23 listopada – Herbert Achternbusch, niemiecki pisarz (zm. 2022)
- 24 listopada – Hando Runnel, estoński poeta i eseista
- 25 listopada – Daniel Katz, fiński pisarz i prozaik
- 3 grudnia – Jerzy Górzański, polski poeta, prozaik, felietonista (zm. 2016)
- 10 grudnia – Stefan Połom, polski poeta i prozaik (zm. 2021)
- 12 grudnia – Emel Emin, rumuńska i krymskotatarska poetka
- 21 grudnia – Czesław Parzych, polski poeta i regionalista
- 24 grudnia – Adam Kulawik, polski teoretyk literatury
- 25 grudnia – Bengt af Klintberg, szwedzki pisarz i etnolog
- 27 grudnia – Jan Chłosta, polski krytyk literacki, publicysta
- Allan Ahlberg, brytyjski pisarz tworzący literaturę dla dzieci
- Anar, azerski pisarz, reżyser i scenarzysta
- Antonia Arslan, włoska pisarka pochodzenia ormiańskiego
- Alan Bradley, kanadyjski pisarz
- Henryk Gała, polski poeta i dramatopisarz (zm. 2020)
- Władimir Gubariew, radziecki pisarz s-f (zm. 2022)

## Zmarli
- 2 stycznia – Wasyl Bobynski, ukraiński poeta, dziennikarz, tłumacz literatury francuskiej (ur. 1898)
- 19 stycznia – Branislav Nušić, serbski pisarz i felietonista (ur. 1864)
- 23 stycznia – Wacłau Łastouski, białoruski publicysta, literaturoznawca (ur. 1883)
- 26 stycznia – Gertrude Bonnin, indiańska pisarka, poetka, kompozytorka (ur. 1876)
- 4 lutego – Karol Hubert Rostworowski, polski dramaturg i poeta, muzyk (ur. 1877)
- 10 lutego
  - Maksim Harecki, białoruski pisarz, krytyk i historyk literatury (ur. 1893)
  - Aleksander Majkowski, kaszubski lekarz, działacz i pisarz (ur. 1876)
- 13 lutego – Momčilo Nastasijević, serbski poeta (ur. 1894)
- 16 lutego – Otto zur Linde, niemiecki pisarz i poeta (ur. 1873)
- 19 lutego
  - Leopoldo Lugones, argentyński poeta i krytyk literacki (ur. 1874)
  - Katharine Pyle, amerykańska pisarka, poetka i ilustratorka (ur. 1863)
- 1 marca – Gabriele D’Annunzio, włoski pisarz i ideolog (ur. 1863)
- 31 marca – Willem Kloos, holenderski poeta i krytyk literacki (ur. 1859)
- 15 kwietnia – César Vallejo, peruwiański poeta, prozaik i eseista (ur. 1892)
- 21 kwietnia – Muhammad Iqbal, indyjski poeta i filozof (ur. 1877)
- 25 kwietnia – Aleksander Świętochowski, polski publicysta, pisarz i historyk (ur. 1849)
- 7 maja – Octavian Goga, rumuński poeta, tłumacz i polityk (ur. 1881)
- 21 maja – Einar Hjörleifsson Kvaran, islandzki pisarz, nowelista, poeta, dramaturg i publicysta (ur. 1859)
- 1 czerwca – Ödön von Horváth, austriacki dramatopisarz i prozaik (ur. 1901)
- 9 czerwca – Ovidiu Densusianu, rumuński poeta i uczony (ur. 1873)
- 26 czerwca – James Weldon Johnson, amerykański pisarz i poeta (ur. 1871)
- 21 lipca – Owen Wister, amerykański pisarz (ur. 1860)
- 28 lipca – Władimir Kirszon, rosyjski i radziecki pisarz i dramaturg (ur. 1902)
- 4 sierpnia – Rudolf G. Binding, niemiecki pisarz i poeta (ur. 1867)
- 25 sierpnia – Aleksandr Kuprin, rosyjski pisarz (ur. 1870)
- 26 sierpnia – Migjeni, albański poeta (ur. 1911)
- 29 sierpnia – Frigyes Karinthy, węgierski pisarz, poeta i tłumacz (ur. 1887)
- 15 września – Thomas Clayton Wolfe, amerykański powieściopisarz (ur. 1900)
- 17 września – Bruno Jasieński, polski poeta (ur. 1901)
- 21 września – Ivana Brlić-Mažuranić, chorwacka poetka, dziennikarka i eseistka (ur. 1874)
- 24 października – Ernst Barlach, niemiecki pisarz, poeta, rzeźbiarz i malarz (ur. 1870)
- 25 października – Alfonsina Storni, argentyńska poetka (ur. 1892)
- 27 października – Lascelles Abercrombie, brytyjski poeta, dramaturg i krytyk (ur. 1881)
- 1 listopada – Francis Jammes, francuski pisarz (ur. 1868)
- 15 listopada – Kuno von Hardenberg, niemiecki krytyk sztuki, pisarz i filozof (ur. 1871)
- 23 listopada – Eduard Engel, niemiecki historyk literatury, krytyk literacki, pisarz, leksykograf (ur. 1851)
- 14 grudnia – Michaś Czarot, białoruski pisarz (ur. 1896)
- 25 grudnia – Karel Čapek, czeski pisarz (ur. 1890)
- 27 grudnia
  - Zona Gale, amerykańska prozaiczka i dramatopisarka (ur. 1874)
  - Osip Mandelsztam, rosyjski poeta i prozaik pochodzenia żydowskiego (ur. 1891)

## Nagrody
- Nagroda Nobla – Pearl Buck